# انتیشتی

انتیشتی ماهاتما گاندی

انتیشتی (آوانگاره: Antyeṣṭi, سانسکریت: अन्त्येष्टि) یا آخرین قربانی به مراسم ترحیم مردگان در آیین هندوئیسم اشاره دارد و معادل مرده‌سوزی با یک قربانی آتشین است. جزئیات این مراسم با توجه به منطقه، ورن، سن، و جنسیت مرده متفاوت است.